# Метель 1977 года в США

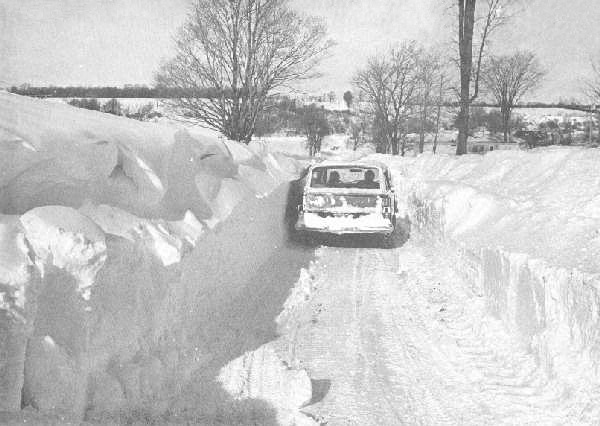
Высокие сугробы сильно затрудняли передвижение в некоторых частях штата Нью-Йорк (7 февраля 1977 года)

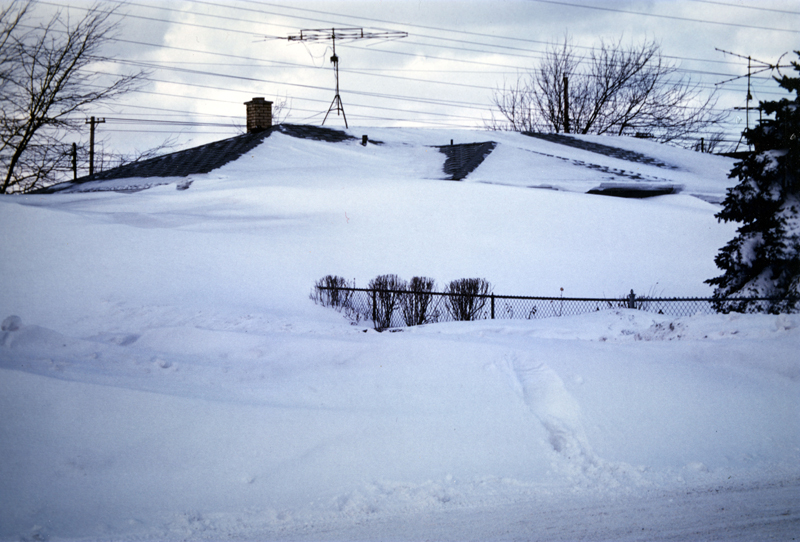
Дом, практически полностью занесённый снегом в городе Тонаванда (30 января 1977 года)

Метель 1977 года в США — снежная буря, свирепствовавшая с 28 января по 1 февраля в западном Нью-Йорке и южном Онтарио. Порывы ветра, зарегистрированные Национальной метеорологической службой в Буффало, достигали 21—31 метра в секунду, количество осадков местами составляло до 254 сантиметров, а максимальная высота сугробов 9—12 метров. От бури погибли 23 человека в западном Нью-Йорке и ещё 5 в северном.
Предшествовавшие сильные холода с ноября по январь усилили метель. Озеро Эри замёрзло ещё 14 декабря и «эффект озера» не сработал, поскольку водяной пар с поверхности озера не был преобразован холодным ветром в снег и не выпал на побережье. Озеро Эри было покрыто рыхлым глубоким снегом, и устоявшиеся к январю 1977 года холода воспрепятствовали обычному оттаиванию и замерзанию, так что снег к началу метели оставался рыхлым. Дороги не поддавались уборке из-за образования поднявшимся ветром плотных снежных перемётов. В дополнение к занесённым дорогам водители столкнулись с поломками автомобилей из-за сочетания сильного ветра, низких температур и снегопада.
В наиболее пострадавших районах снегоходы оказались единственно возможным средством передвижения. В западном Нью-Йорке и южном Онтарио, существовавшие к началу метели значительные массы снега на озере Эри были нанесены ветром в гигантские сугробы. Сочетание сильного ветра, низких температур и снегопада парализовало регионы, попавшие под шторм. Озеро Онтарио редко замерзает полностью, и северный Нью-Йорк столкнулся со значительным снегопадом из-за «эффекта озера».

## Зима 1976—1977 годов
Погодные условия в предшествовавшие метели месяцы привели к разрушительной буре. Сформировалась атмосферная волна с большой амплитудой которая была очень устойчива с октября по январь 1977 года, и включала в себя барический гребень над западной частью Северной Америки и барическую ложбину над её восточной частью. В январе 1977 года атмосферные условия сложились так, что давление в барическом гребне на западе было в более чем двух стандартных отклонениях от среднего, а давление в барической ложбине на востоке отличалось на три стандартных отклонения от средней величины.
В январе над Северным Ледовитым океаном образовался мощный блокирующий антициклон, сдвинув тем самым полярный вихрь от его обычного положения в южную Канаду. Сильный северо-западный атмосферный поток между барическими гребнем и ложбиной привёл арктический воздух в центральную и восточную часть США. Этот круговорот стал причиной самых низких зимних температур на большей части востока США, так что средняя температура в долине реки Огайо оказалась на 4°С ниже обычного значения. Суровая зима пришла не только на северо-восток Соединённых Штатов: снег выпал 20 января в Майами, а на Багамских Островах прошёл снег с дождём. Напротив, на Аляске погода была необычно умеренной: в Анкоридже температура в среднем оказалась на 11°С выше чем обычно, и даже на 1,4°С выше чем в Атланте, которая наполовину ближе к экватору, таким образом это был теплейший январь с 1937 года для всего штата за исключением Норт-Слоп и Алеутских островов. Тихоокеанский Северо-Запад, оказавшийся под барическим гребнем, испытал сильнейшую засуху, когда все 29 климатических подразделений метеорологический службы Вашингтона, Орегона и Айдахо зарегистрировали самые сухие месяцы с октября по февраль за всю свою историю.

## В западном Нью-Йорке

### Предшествовавшая погода
С июня по сентябрь Национальной метеорологической службой в Буффало было зарегистрировано 408 мм осадков, что больше чем 363 мм в среднем за период 1961—1990 годов. Ранее описанные атмосферные условия привели в западном Нью-Йорке к снежной и холодной зиме в предшествовавшие метели месяцы. Буффало в то время был вторым по численности населения городом штата Нью-Йорк, в котором проживало 463 000 человек, а население региональной агломерации составляло 1,5 миллиона.
Первый снег этой зимой был отмечен в Чиктоваге 9 октября, а снежный покров образовался 21 октября. В западном Нью-Йорке снежный эффект озера наблюдался дважды, с выпадением 10 см снега 17—18 октября и 30 см 21-22 октября (O’Connell 1977). В последних числах октября температура озера Эри была всего 9°С, минимальной для этого времени года.
Ноябрьская температура воздуха в Буффало оказалась наиболее низкой за последние 100 лет (с 1880 года), со средней температурой 1,2°С, на 6°С ниже нормы. Первые три недели ноября обошлись практически без осадков, их выпало только около 7,6 мм. Зато в конце месяца прошёл сильный снегопад, в том числе 48 см за 30 ноября, с максимумом 120 см в южном округе Эри. В среднем в Буффало за ноябрь выпало 80 см осадков.
Декабрь был холодным и снежным, со средней температурой −5.6 °C. Как и в ноябре декабрьская температура оказалась на 6°С ниже обычной. Осадки в декабре составили 154 см. Глубина снежного покрова варьировалась от 5,1 to 66 см, с максимумом 79 см 2 декабря.
Озеро Эри замёрзло рекордно рано — 14 декабря. Замерзание озера обычно прекращает вызванные эффектом озера метели, поскольку влажный пар с поверхности воды не подхватывается холодным ветром, не замерзает и не выпадает в виде снега на побережье.
Холода продолжились в январе, со средней температурой −10,1 °C, минимальной с 1870 года. Январская температура оказалась на 6°С ниже обычной. За январь температура ни разу не поднялась до 0°С, впервые за историю наблюдений.
С Рождества и до начала метели, 28 января, снег шёл практически каждый день. К 27 числу снежный покров в Буффало составлял 150 см. Постоянный снежный покров лежал с 29 ноября, за этот период выпало 384 см осадков, в том числе 150 см за январь, что довольно много для города, где среднее количество снежных осадков за год составляло 250 см. К началу метели глубина снега составляла 84 см.
Фронт низкого давления пересёк озеро Эри 27 января и направился к заливу Джеймс, после чего восточная часть залива застыла. Затем буря развернулась над заливом и ушла на восток к приморским провинциям Канады.

### Начало
Ещё до начала метели электроэнергетическая компания Niagara Mohawk предупреждала о достижении сугробами высоты линий электропередач в ряде мест западного Нью-Йорка. Также, в четверг 27 января, перебои в газоснабжении вынудили производства и школы сократить время работы либо закрыться. Губернаторы Миннесоты, Теннесси, Пенсильвании и Нью-Джерси также объявили о чрезвычайной ситуации с энергоснабжением.
Ранее, в ту же неделю, Джеймс Линднер, комиссар по санитарной очистке улиц города Буффало, указал, что около 20 % автомобилей были неправильно припаркованы или брошены, тем самым препятствуя снегоочистительной технике, особенно на второстепенных дорогах, делая многие из последних непроходимыми. Энергичная попытка расчистить дороги, названная прессой «Снежный блицкриг», была предпринята во вторник и среду, с выдачей 960 штрафов и эвакуацией 140 машин. Но и после этого второстепенные дороги 26 января были практически непроходимы.
Вечером в среду, снежный шквал и сильный ветер ударили по округам Вайоминг, Каттарогус, Аллегейни и Эри в западном Нью-Йорке. Из-за этого шторма были закрыты Buffalo Skyway и Fuhrmann Boulevard — главные транспортные пути в южные пригороды Буффало, а также многие другие дороги, что вынудило снегоуборочные службы сконцентрироваться на главных дорогах ночью со среды на четверг. Многие водители застряли на Fuhrmann Boulevard и были спасены силами полиции и пожарной службы. Очистка улиц была затруднена из-за сильного ветра, который местами мог нанести на чистую дорогу сугроб высотой 2 метра за один час. Международный аэропорт Буффало закрылся в четверг 27 января.
В конце января темп борьбы со снегом снизился, 33 единицы снегоуборочной техники из 79 встали на ремонт. Вечером 27 января силы Национальной гвардии США были вызваны в регион для помощи по очистке улиц от снега.

### Развитие

#### Утро пятницы
В четверг 27 января арктический воздушный фронт прошёл в южном направлении через северные Великие равнины на Средний Запад. Между 6:00 и 7:00 в пятницу 28 января стена снегопада вместе с холодным фронтом прошла через Индианаполис, снизив температуру воздуха на 14°С. С 7:00 до 8:00 в Колумбусе наблюдали похожие явления. Толидо и Кливленд в Огайо, Эри в Пенсильвании также ощутили на себе действие холодного фронта. Отделение национальной метеорологический службы в Эри предупреждало, что «поездка может стать катастрофой», и тем утром было зарегистрировано более 500 аварий.
С полуночи до 11:00 температура в аэропорту Буффало поднялась с −15 до −3 °C. Снег начал идти около 5:00, с выпадением около 5 см до начала метели. В 4:00 метеорологическая служба в Буффало отмечала, что «очень сильный ветер ещё раз приведёт к штормовым условиям начиная с позднего утра и продолжаясь до полуночи». В 11:00 было объявлено штормовое предупреждение, впервые для Буффало.
Утром очевидцы на 16 этаже здания M&T Bank в Буффало наблюдали как серая волна накрывала город. Порыв ветра ударил в здание, пол пошатнулся и заскрипели окна, после чего белая мгла окружила здание. Было 11 часов утра.
Днём ранее губернатор штата Нью-Йорк решил привлечь Национальную Гвардию и департамент транспорта штата для помощи в расчистке дорог Буффало, ещё не зная о приближающейся метели. Часть оборудования департамента транспорта уже прибыла в город, и хотя Национальная Гвардия ещё не была мобилизована, утром в городском автопарке уже было проведено совещание для координации работ. Ещё до окончания совещания снегоуборочная техника стала возвращаться в автопарк из-за снижения видимости, водители сообщали что не могут разглядеть отвалы собственных машин. К 11:30 большинство работников в Буффало были отпущены по домам. В 11:35 были замечены вспышки молний в потемневшем небе.
Снегопад достиг аэропорта около 11:30. Ветер усилился до 13 м/с с порывами до 22 м/с, а видимость упала от 1,2 км до нуля и оставалась такой до 00:50 следующего дня. Три самолёта ожидали взлёта на лётном поле международного аэропорта Буффало, когда налетела буря. Один из них оставался на месте всего пять минут, но колесо переднего шасси успело примёрзнуть и не позволяло развернуться. Несколько часов понадобилось чтобы вернуть самолёты к терминалу, во многом из-за того что при полном отсутствии видимости пилоты не могли разглядеть наземный персонал и следовали указаниям по рации.

#### День пятницы
За четыре часа после начала метели температура в аэропорту Буффало (где и располагался офис Национальной метеорологической службы) упала с −4° до −18°С.
Сугробы быстро росли, к 13:00 достигнув высоты бамперов машин, а к сумеркам уже встречались наносы высотой 4,6 м. Снежный покров быстро сделал многие дороги непроходимыми (всего за 30 минут в части Буффало, ближайшей к озеру Эри), а летящий снег снизил видимость настолько, что передвижение было практически невозможно.
В дополнение к непроходимым дорогам водители столкнулись с поломками автомобилей из-за сочетания сильного ветра, низких температур и снегопада. Например, снег налетел в моторный отсек сервисного автомобиля в аэропорту Буффало, растаял и намочил свечи, из-за чего двигатель заглох. В Веланде (см. раздел ниже с описанием метели в Канаде) многие автомобили перегревались из-за того, что снег, попав под радиатор, таял, замерзал снова и блокировал работу вентилятора.
Те кто решил передвигаться пешком, столкнулись с сильным ветром, малой видимостью, глубоким снегом и очень сильной жёсткостью погоды. Видимость упала с 1,2 до 0 км, ветер усилился до 13 м/с, с порывами до 22 м/с. Пешеходов сбивало с ног ветром и мешало подняться на ноги, так что полиция помогала им добираться до зданий. Люди встали в цепочку от мемориального зала Буффало до дороги, чтобы помочь водителям добраться до укрытия.
Метель в регионе западнее Буффало, образованная лишь холодным атмосферным фронтом, продлилась от двух до трёх часов. То же можно сказать о западном Нью-Йорке. В 13:30 радар в Буффало показал практически полное отсутствие снегопада и стало ясно, что снег сдувало с озера Эри. Так как озеро замёрзло ещё в декабре, оно было покрыто глубоким рыхлым снегом ещё до начала метели. В течение января сильные морозы препятствовали оттаиванию и замерзанию и, следовательно образованию наста, который бы ограничил перенос снега.
Снег, принесённый холодным фронтом и снег с озера Эри, за счёт сильного ветра сформировали наносы глубиной более 8 м в агломерации Буффало. В течение метели выпало около 30 см нового снега и большая часть, по всей видимости, была принесена с озера Эри.
Снежные наносы с трудом поддавались уборке по причинам, которые сотрудник метеорологической службы Бен Колкер сформулировал как: «Ветер был настолько силён что уплотнил снег. Он смял кристаллы снега так, что они образовали плотную массу наподобие цемента». Как будет показано далее в статье, обычные методы снегоуборки не работали из-за высоты и плотности сугробов.

#### Вечер пятницы
Худший период метели в Буффало пришёлся на поздний вечер пятницы 28 января, когда ветер усилился до 20 м/с с порывами до 31 м/с, что соответствовало жёсткости погоды примерно от −51 до −57 °C (по методике расчёта до 2001 года).
Этой ночью люди остались в том убежище до которого смогли добраться, так, например, 700 человек укрылись в здании Donovan State Office, 200 в Rath Building и 300 в Memorial Auditorium. По оценкам властей около 13 000 человек в пятницу застряли в деловой части Буффало и её окрестностях: 1700 в Bell Aerosystems в Уитфилде, 2500 в Harrison Radiator Company в Локпорте.
Из-за плохой погоды силы полиции были практически обездвижены. Через радио и телевидение граждан призывали одолжить снегоходы и полноприводные автомобили полицейским, на этих транспортных средствах полиция отправлялась на вызовы. В городе вспыхнуло мародёрство (англ. looting): из пожарной техники похищали рации и спецодежду, из застрявших машин скорой помощи было украдено медицинских препаратов более чем на $1500, из грузовых машин похищали сигареты, спиртное, пиво, кофе и мясо. Мародёрство так же было на заводах, в магазинах (включая два ювелирных и мебельный) и частных домах. Около 100 человек были арестованы.
Этим же вечером разгорелся пожар в Whitney Place и на Virginia Street. Пожарные машины пробились прямо через застрявшие автомобили в попытке добраться до места пожара, а пожарные рукава пришлось тянуть через 2—3 квартала. Национальная Гвардия помогала при транспортировке пожарных на полноприводных автомобилях. Погода препятствовала не только перемещению пожарных команд но и самому тушению: при отключении пожарного рукава чтобы переместить его, вода замерзала и разрывала оболочку. Из-за забивания снегом ливневой канализации, вода при тушении скапливалась и доходила до подножек спецтехники. Когда эта вода замёрзла, потребовались отбойные молотки чтобы освободить автомобили. Так же пришлось освобождать и примёрзшие пожарные рукава. Несколько пожарных машин заглохли из-за погодных условий или исчерпания топлива, и так как в них использовалась вода вместо незамерзающей жидкости, то при замерзании они были сломаны.
Огонь был потушен, но пострадали 6 или 7 домов, и 50 человек остались без крова. Virginia Street и Whitney Place закрылись на более чем две недели из-за вмёрзших в лёд машин. Пожарные использовали снегоходы чтобы спасти людей или отправить медиков в больницы, а полноприводные машины использовались для доставки лекарств.
Добровольцы на снегоходах и полноприводных машинах доставляли еду (стоимостью несколько тысяч долларов каждые 45 минут) для армии спасения из их базы в Буффало. Красный Крест открыл восемь убежищ в округе Эри, и клубы снегоходов предоставили добровольцев для доставки еды, крови и лекарств. Снегоходы также использовались для спасения людей со Skyway и других крупных шоссе.

### Продолжительность и очистка улиц

#### Суббота, 29 января
Ночью пятницы около 2000 машин застряло на Main Street и около 8000 на других улицах Буффало. К утру субботы видимость улучшилась и снегоуборочные машины вернулись на улицы. Множество брошенных автомобилей затрудняли им работу. На 6:00 утра комиссар по санитарной очистке улиц имел в своём распоряжении 30 частных эвакуаторов, позже это число возросло до 50. В послеобеденное время самосвалы и экскаваторы сбрасывали снег в реку Ниагара.
Из-за стихийного бедствия издание Buffalo Courier-Express не смогло опубликовать свой субботний выпуск впервые за свою 143-летнюю историю, а The Buffalo Evening News выпустило всего 10000 копий. В пятницу 28 числа губернатор штата Нью-Йорк Хью Кэри потребовал, чтобы пострадавшие части штата были объявлены зоной бедствия, и в субботу президент Джимми Картер объявил чрезвычайную ситуацию в Нью-Йорке и Пенсильвании, в особенности для округов Каттарогус, Шатокуа, Эри и Ниагара. В 11:10, воспользовавшись коротким затишьем бури, C-130 Национальной Гвардии смог приземлиться в аэропорту Буффало.
В этот день была зафиксирована самая низкая температура для этой даты −22°С, побив рекорд 1885 года, а порывы ветра достигали 23 м/с. К середине дня затишье прекратилось и ветер подул с новой силой, образовывая новые сугробы. Область низкого давления, с которой связан холодный атмосферный фронт остановилась восточнее залива Джеймс и затем «развернулась назад на запад над заливом и ушла на восток к приморским провинциям Канады».

#### Воскресенье 30 января
К утру воскресенья снегопад и ветер несколько утихли, и даже изредка проглядывало солнце. При помощи снегоуборочной техники удалось расчистить несколько основных дорог (Main, Broadway, Michigan, Sycamore, Walden, Fillmore, Ohio, и большую часть South Park и Delaware).
Президент Картер назначил главу северо-восточного региона Федерального агентства по ЧС Томаса Кейси ответственным лицом от федерального правительства за устранение последствий метели. Кейси прибыл в Буффало на C-130 в полдень воскресенья. После улучшения погоды и расчистки отдельных полос на дорогах, множество любопытствующих приехали в Буффало. К 15:00 ветер усилился и поднял снег, так что видимость снизилась настолько, что вождение стало небезопасным. Сотни застрявших машин вновь заблокировали дороги, которые только были очищены. Порывы ветра достигали 26 м/с в аэропорту Буффало, и этой ночью температура по ощущениям опустилась до −40°С
К 20:00 члены Национальной Гвардии в зимнем обмундировании начали помогать городским службам Буффало в расчистке улиц до медицинских учреждений. С вечера пятницы до многих больниц можно было добраться только пешком, пройдя несколько кварталов. До конца метели более 500 гвардейцев помогали справится с бедствием.
К вечеру в нескольких районах западного Нью-Йорка было запрещено передвижение не только на автомобилях, но и на снегоходах. Один водитель снегохода пострадал, столкнувшись с дымовой трубой на крыше одного из домов, другие из-за значительной высоты сугробов проезжали слишком близко к линиям электропередач. В Ньюстеде высота сугробов достигала 9 метров, и запрещены были даже экстренные поездки на снегоходах из-за опасности повреждения линий электропередач.

#### Понедельник, 31 января

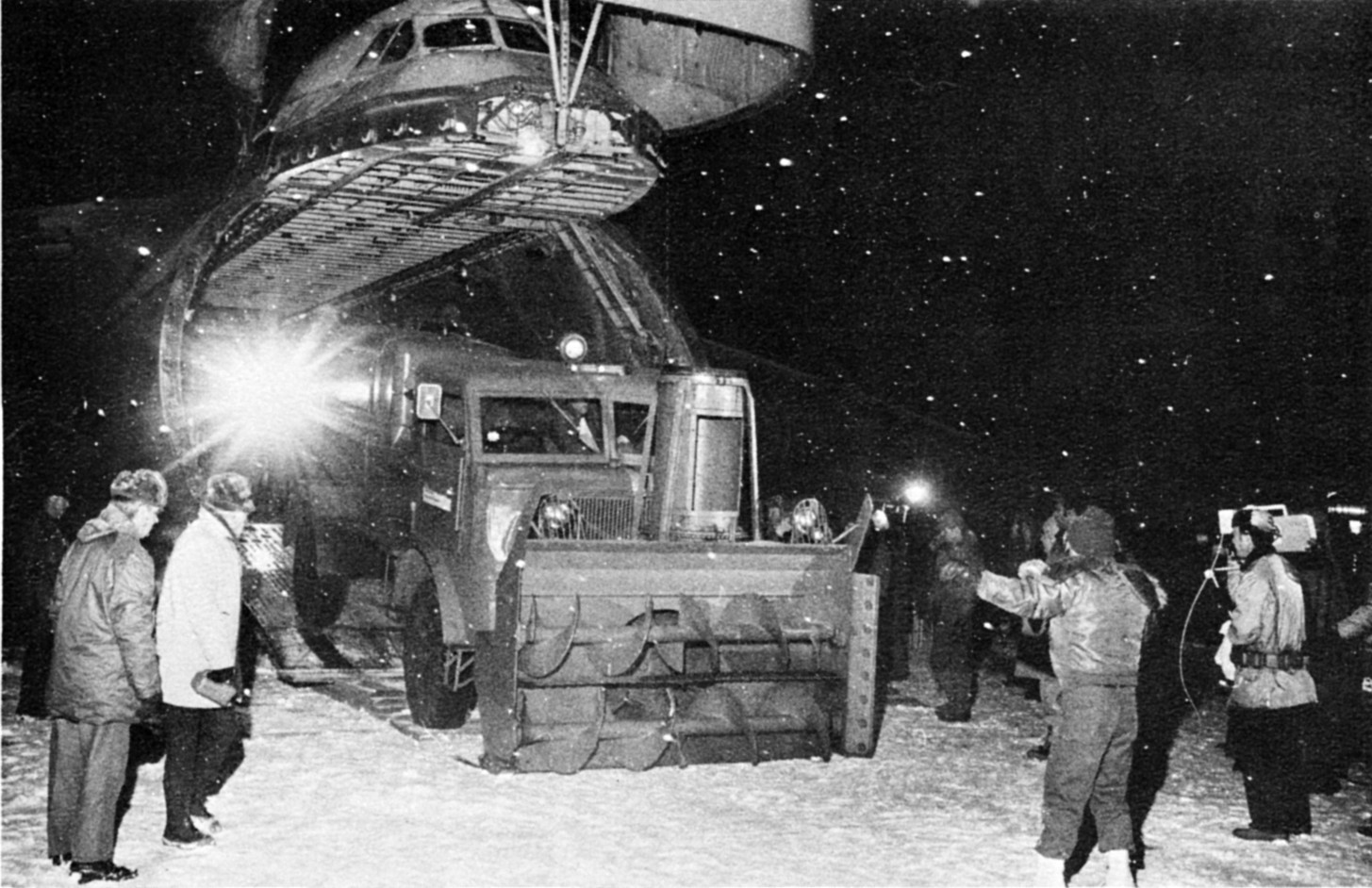
Снегоуборочное оборудование разгружается из C-5A в международном аэропорту Буффало

Во многих городах в западном Нью-Йорке на несколько дней запретили поездки без необходимости. Запрет был наложен в городах Ниагара-Фолс и Буффало, округе Ниагара и многих других районах. Большинство дорог в Чиктоваге ночью воскресенья были закрыты из-за снега, и пожарная служба проверяла дома полностью накрытые снегом, чтобы убедиться, что никто не замёрз и не задохнулся.
Глава города Кларенс, в дополнение к штрафам, предоставил полномочия пожарному департаменту конфисковывать бензин при необходимости. В Ланкастере только две дороги с севера на юг были открыты. Рано в воскресенье, во время облёта на вертолёте окрестностей Ланкастера, предпринятом шерифом округа Эри Кеном Брауном, обнаружилось около 125 легковых машин и грузовиков практически полностью погребённых под снегом. В некоторых городах использовались металлоискатели чтобы обнаружить автомобили под снегом, прежде чем по улице пройдёт снегоуборочная техника.
Лёгкие снегопады продолжались до понедельника, с порывистым ветром более чем 18 м/с и максимумом 20 м/с зарегистрированным в аэропорту Буффало. Только 20 из 400 городских автобусов выходили на рейс, и те предназначались лишь для самых необходимых поездок. Из-за бури, длившейся с пятницы по понедельник, в Буффало не ходили автобусы, поезда Amtrak и не осуществлялись авиаперелёты. Инженерные войска США были брошены на помощь городу в воскресенье. Операция получила название «Операция сноу-гоу 1977» и началась в понедельник. Три сотни солдат инженерных батальонов из Форта Брэгг и северной Каролины участвовали в работах.
В течение ночи понедельника полиция продолжала поиск занесённых автомобилей, а ветер усилился до 22 м/с.

#### Последующие семь дней
Во вторник, первого февраля, мэр Буффало Маковски объявил чрезвычайную ситуацию, которая запрещала поездки без необходимости. Нарушение запрета грозило штрафом в 500 долларов или арестом до 90 суток, эти меры оказались достаточными чтобы количество нарушителей снизилось до 97. Следуя отданным в понедельник указаниям губернатора Нью-Йорка Кери, во вторник Том Кейси расширил зону действия чрезвычайной ситуации на округи Орлинс, Дженеси и Вайоминг. К вечеру вторника ветер стих до 4 м/с, и выглянуло солнце.
Переменная облачность наблюдалась и в среду 2 февраля. Почтовая служба Буффало возобновила свою работу после вынужденного перерыва с прошлой пятницы, доставляя почту на полноприводных автомобилях, полученных из Рочестера. Fuhrmann Boulevard удалось расчистить, позволив рабочим фабрики Freezer Queen разъехаться по домам и освободив путь сотрудникам береговой охраны, заблокированным с 27 января за 4,5-метровыми сугробами. Также в среду были расчищены другие основные дороги, включая South Park Avenue, Delaware и Tupper.
Утром в четверг 3 февраля, мэр Маковски без согласования с федеральными властями снял запрет на передвижение, и многие люди направились в Буффало, обнаружив занесённые снегом парковки. Водители оставляли свои машины на обочинах, превратив четырёхполосные улицы в двухполосные. В четверг начался очередной снегопад , и в некоторых районах сообщали о худших условиях чем при начале бури в пятницу 27 января. Чрезвычайная ситуация была объявлена в новых районах, включая Олден, Брант, Эванс, Ланкастер, Ньюстед, Норт-Коллинс, Уэльс, и Вест-Сенека. Многие дороги в округах Эри, Ниагара, Чаутоква и Вайоминг были перекрыты. К полуночи запрет на передвижение в Буффало вновь вступил в силу.
Под давлением представителей различных уровней власти, требовавших объявить охваченные бурей регионы зоной бедствия, президент Картер отправил своего сына Джеймса Эрла и специального советника Маргарет Костанцу оценить ситуацию. Ими были посещены Буффало, Ланкастер и Чиктогава. В субботу Картер объявил округа Каттарогус, Чаутоква, Эри, Джинеси, Ниагара, Орлеан и Вайоминг в западном Нью-Йорке и округа Джефферсон и Льюис в северном Нью-Йорке зоной бедствия. Это стало первым случаем, когда снежная буря привела к объявлению зоны бедствия на федеральном уровне. До этого объявление чрезвычайной ситуации гарантировало лишь помощь от федерального правительства при расчистке снега, теперь же правительство должно было предоставить всё необходимое для защиты жизни и имущества и для возвращения жизни в зоне бедствия в нормальное русло. Новый статус также предоставлял местным властям право работать напрямую с частными подрядчиками и возмещать затраты из федерального бюджета, вместо обращения к инженерным войскам.
В прогнозе погоды на субботу сообщалось о новых снегопадах и сильном ветре, но на этот раз непогода обошла Буффало. Зимний карнавал в Буффало был перенесён в третий раз из-за суровой зимы.
Запрет на поездки, действовавший с 3 февраля был отменён в полночь понедельника, 7 февраля. Поездки разрешались если в автомобиле было не менее трёх человек, а во всём городе было введено ограничение скорости до 30 км/ч. Около 100 жителей Конкорда в округе Эри всё ещё были отрезаны от внешнего мира. Многие школы и колледжи впервые открылись с 27 января.
Так как местные власти могли теперь получать федеральные средства на привлечение частных подрядчиков по уборке снега, то инженерные войска США начали сворачивать свою работу с 8 февраля и полностью её завершили 13 февраля. Координатор работ, Томас Кейси, отправил батальон обратно в Форт Брэгг 8 февраля. 8 февраля администрация Буффало подписала контракты с частными подрядчиками на уборку снега, которая продлилась ещё 9 дней.
9 февраля температура впервые с Рождества поднялась на 1 градус выше нуля. Мэр Буффало снял ограничение на поездки в машинах с не менее чем 3 лицами в период с 19:00 до 6:00.  На следующий день температура поднялась до 4°С и до 7°С в последующие три дня. 11 февраля мэр буффало Маковски отменил ограничения на количество пассажиров в машинах, но оставил в действии ограничение скорости в городе. Городские школы Буффало открылись 14 февраля, после 10 дней снегопадов. Одна школа продолжала работу во время метели. Gow School — местная школа в Южном Уэльсе. Запасы питания начали истощаться 31 января и руководство школы запросило доставку армейскими вертолётами, так как школьные автомобили были недоступны из-за метели.

### Последствия
Сильный штормовой ветер спрессовал снег в высокие и плотные сугробы, достигавшие местами 9 метров высоту. Обычная снегоуборочная техника оказалась неэффективна и использовались землеройно-транспортные машины, например фронтальные погрузчики. Полковник инженерных войск Даниэл Людвиг утверждал, что «снег был очень плотно спрессован и снегоуборочные машины были практически бесполезны на большинстве дорог». Сотрудник метеорологической службы Бен Колкер отметил, что на одной из дорог около его офиса погрузчики использовались для того чтобы «выкапывать и разбивать снег как будто это были глыбы камней». В Депью, пригороде Буффало, доброволец-спасатель использовал траншеекопатель чтобы вызволить людей из занесённого снегом дома. Расчищать приходилось и железнодорожные пути, где снег грузили в открытые вагоны и отправляли на восток.
В 16 из 25 городов в округе Эри, в том числе в самом Буффало во время метели была объявлена чрезвычайная ситуация и запрещены поездки без необходимости. 353 военнослужащих инженерных войск работали при устранении последствий метели. Инженерными войсками было потрачено 6,8 миллионов долларов на привлечение 216 подрядчиков к расчистке 3186 миль дорог в 9 округах с использованием около 1000 единиц техники, и ещё 700 000 долларов были отнесены к собственным затратам. Кроме инженерных войск помощь оказывали 500 солдат национальной гвардии, 320 военнослужащих воздушно-десантных войск, 20-й инженерный корпус из Форт-Брэгг, 70 военнослужащих военно-морских сил, а также военнослужащие военно-воздушных сил. Для целей операции по борьбе с последствиями метели в Буффало был организован штаб национальной гвардии, которая предоставила 10 военных медицинских машин вместе с персоналом, так как городская служба скорой помощи не функционировала.
Армия спасения предоставила пищу от 67000 до 176000 человек, одежду 4500 и укрытие 851, потратив на это от 75 до 150 тысяч долларов, с привлечением 1000 добровольцев и более 400 снегоходов.  Представители армии спасения отмечали, что природное бедствие было уникально так как «охватило 9 округов до которых никто не мог добраться». Американский Красный Крест распределил 5 тонн продуктов питания на 84-92 района, накормив около 50000 человек.
Общее количество снега, выпавшего во время метели, составило всего 30 см. Но сильный ветер, с порывами до 30 м/с, поднял снежный покров с озера Эри и обрушил его на западный Нью-Йорк и южный Онтарио. Ветер принёс с собой арктический холод, ощущавшийся как −50°С. Из-за отсутствия видимости в метель, люди оказались заперты на работе, в машинах, дома. Кто-то оставался так один день, а кто-то на время всей метели. В зоопарке Буффало высокие сугробы позволили трём северным оленям перебраться через забор и отправиться бродить по городу, кроме того более 20 животных погибли во время метели.
23 смерти в западном Нью-Йорке, в том числе 11 в самом Буффало, 7 в остальном округ Эри, 3 в округе Вайоминг и по одной в округах Ниагара и Орлеан были отнесены на счёт метели. По крайней мере девять погибших были найдены в занесённых автомобилях, тогда как остальные смерти были вызваны сердечными приступами при очистке от снега или автомобильными авариями. Указанный список погибших был опубликован в отчёте инженерных войск по ликвидации последствий шторма, тогда как на сайте метеорологической службы указаны 29 смертей от бури.  Торговая палата Буффало оценила общий экономический ущерб от метели в округах Эри и Ниагара в 221 490 000 долларов за период в 5 дней начиная с 28 января, включая недополученный доход 175000 человек в размере 36 250 000 долларов. Около 20 миллионов долларов и даже больше были потрачены на уборку снега, из которых 6 миллионов были потрачены инженерными войсками на наём субподрядчиков в западном Нью-Йорке. Полный ущерб составил 300 миллионов долларов. 11 дней национальные СМИ транслировали картину занесённого по крыши домов города.
При расчистке улиц использовалась техника из Колорадо, городов Нью-Йорк и Торонто и других населённых пунктов. Брошенные машины эвакуировали на специальные стоянки, а снег вывозили на свободные площадки где он местами пролежал до раннего мая. Хотя март был на 4,5°С теплее чем в среднем, снег таял медленно и серьёзной угрозы затопления не возникло.
Метель стала исторической вехой в Буффало, каждый кто пережил её имеет свою историю о том, что делал во время метели.

## Южное Онтарио
Районы Южного Онтарио, лежащие севернее озера Эри также пострадали от метели 1977 года. Из-за географической близости к западному Нью-Йорку и расположения близ застывшего озера Эри в них сложились сходные погодные условия. По имеющейся информации можно сказать, что тяжесть бури сильнее зависела от близости к побережью чем в западном Нью-Йорке. Например, отчёт в  о погодных условиях, которые были гораздо лучше от полутора до трёх километров от берега, и отчёт в  от военного командира о наблюдении с воздуха показывают, что худшие условия сложились вблизи побережья, тогда как отчёты из западного Нью-Йорка сообщают о снежном покрове на уровне уличных фонарей в далёком от озера Ланкастере. 
Как и в западном Нью-Йорке, буря внезапно началась днём в пятницу с нулевой видимостью и снегопадом, сделавшим дороги непроходимыми. Сообщалось о лутинге радиоприёмников из застрявших машин и газировки из грузовиков. Ночью пятницы 250 человек оказались заблокированы на фабрике International Nickel Company в Порт-Колборн. Хотя школы закрылись после сообщения о шторме, быстрое ухудшение погоды заставило около 1000 учащихся остаться на ночь в школах Порт-Колборна и Уэйнфлита (в целом около 2000 учащихся оказалось запертыми в школах в канадском регионе Ниагары). В субботу 29 января 800 учащихся все ещё были заперты, из которых 600 приходилось на Порт-Колборн и Уэйнфлит. В воскресенье оставшиеся ученики были вызволены благодаря помощи милиции, некоторым пришлось временно разместиться в близлежащих домах.. В отдельных районах школьные автобусы застряли по дороге от школ, так что водителям пришлось отправить учеников укрываться в ближайших домах.
Снегоходы широко использовались для оказания помощи и перевозок. Районная полицейская служба Ниагары использовала 60 снегоходов и 15 полноприводных автомобилей как для обычных вызовов так и для доставки пищи и лекарств. Снегоходами также перевозили врачей и медсестёр, а также работников Ontario Hydro. В Форт Эри снегоходы были отправлены на оказание помощи со всех шести пожарных станций. Операторы Си-Би радиостанций использовались Районной полицейской службой Ниагары для связи. Радиостанция CHOW позволяла всем желающим позвонить в эфир и сообщить о своих нуждах. Эта деятельность была отмечена почётным знаком от торговой палаты Порт-Колборна и грамотой от торговой палаты Уэйнфлита.
Вооружённые силы Канады осуществляли помощь населению под руководством полиции. Мэр города Порт-Колборн запросил помощь через организацию по управлению чрезвычайными ситуациями города Сент-Катаринс, после чего военнослужащие резервного армейского батальона стали помогать в поиске занесённых снегом автомобилистов. 156 резервистов и 9 военнослужащих группировки, управляемой из районного полицейского участки в Ниагара-Фолс и размещённой в Lake Street Armory города Сент-Катаринс и Niagara Falls Armory города Ниагара-Фолс, помогали устранять последствия стихийного бедствия. Местные власти запросили поддержку военных после полудня 29 января и первая группа из 130 человек приступила к работе на следующее утро. Их первоначальной задачей было «охранять жизнь людей, очистить главные дороги в Порт-Колборн и Форт Эри и попытаться открыть хайвей № 3 между Порт-Колборном и Форт Эри». Военные также были задействованы в районе Лондона, включая резерв и пехотный батальон численностью 900 человек, но условия здесь были не настолько плохи, и для передвижения хватало полноприводных автомобилей.
Районы, пострадавшие от бури, включали Сент-Катаринс, Торолд, Ниагара-Фолс, Велланд, Порт-Колборн, Форт Эри и Уэйнфлит, тогда как Торонто и Гамильтон не были особо затронуты. Как ранее было отмечено, худшие условия сложились в районах вдоль побережья, быстро улучшаясь уже при отдалении от него на 1,5—3 километра. В городе Уэйнфлит один из жителей сообщал что в начале бури разбило окно его дома, обращённое в сторону озера, и снег быстро занёс помещение, причинив значительный ущерб. В районе Лоубанкс жители одного из домов сообщили, что метелью выбило окна и двери, пропало электричество и им пришлось отапливать камин мебелью чтобы согреться. Ontario Hydro зарегистрировали перебои с электричеством длившиеся 72 часа, в среднем 24 часа потребовалось для восстановления питания крупных потребителей.
Глубина сугробов в самых пострадавших районах была необыкновенной. Снегоходы могли проезжать по крышам автомобилей и даже домов не подозревая об этом или пронестись над школьным автобусом не увидев его крыши. В городе Уэйнфлит снежный покров достиг высоты линий электропередач и пешеходам приходилось перешагивать через них, только печные трубы были видны над снегом. На побережье близ Уэйнфлит образовались сугробы высотой 14 метров, а в Лоубанкс военнослужащие сообщали о сугробах от 9 до 12 метров, за которыми можно было разглядеть лишь колокольню церкви. Один сугроб высотой 12 метров продержался до 1 июня, а отдельные снежные участки наблюдались и в первую неделю этого месяца.
Фермеры Уэйнфлит сливали молоко, так как его невозможно было никуда доставить, и испытывали проблемы с доставкой корма для животных. Снег было сложно расчистить. На одной из дорог, расположенной ближе к побережью, небольшой бульдозер работал 2,5 дня чтобы расчистить участок длиной 270 метров. Один из жителей отметил, что дорогу к ним смогли расчистить только через 19 дней после начала метели. С вынужденным пребыванием дома связывают заметный прирост рождаемости осенью этого же года (на 18 % в районе Ниагара).

## Северный Нью-Йорк
Метель затронула также северную часть штата Нью-Йорк, особенно округа Джефферсон и Льюис. В пятницу 28 января в 15:30 в Уотертауне наблюдалась нулевая видимость и порывы ветра до 12 м/с, вызванные холодным фронтом. От 20 до 30 сантиметров снега, выпавшего в районе Уотертауна было принесено холодным фронтом, но из-за эффекта незамёрзшего озера Онтарио общее количество снега составило 168 см в Уотертауне, 184 см в Маннсвилле, 236 см в Форт-Драм и более 254 см в районах юго-восточнее Уотертауна. Снегопад и сильный ветер привели к образованию сугробов высотой от 5 до 9 метров, в которых застряло более 1000 автомобилей.
После начала метели в 15:30 в Уотертауне, штормовой ветер достиг максимума к 19:00, когда его скорость составила 22 м/с. Этой ночью более 150 человек оказались заперты на фабрике Chesebrough-Pond. Три диктора на радиостанции 1410 AM WOTT в Уотертауне работали посменно по 8 часов без еды, поддерживая круглосуточный эфир и приняв сотни звонков от слушателей с просьбами о помощи. Помощник шерифа округа Джефферсон доставил провизию на радиостанцию на пятый день их вынужденного заключения. Как ни странно, хотя снег дошёл до крыши здания радиостанции на Gifford Road, автомобиль утреннего диктора, припаркованный рядом, не был занесён. Около пяти часов понадобилось диктору чтобы проехать 13 километров до своего дома в Браунвилле.
Во время метели добровольная служба экстренной радиосвязи REACT помогала координировать действия по оказанию помощи, такие как оказание медицинской помощи. Красный крест предоставил снегоходы и полноприводные автомобили. После недолгого затишья метель возобновилась около 2:30 ночью 29 января и продлилась до 22:00. В этот период порывы ветра достигали 22 м/с и шёл сильный снег. К 14:00 в воскресенье видимость опять снизилась до нуля. К полуночи воскресенья количество выпавшего снега составило 84 см с начала метели. Буря продолжалась и в понедельник 31 января с выпадением ещё 43 см снега, до того как закончиться около 8:00 первого февраля.
По сообщению Бена Колкера из национальной метеорологической службы, сугробы были не такими плотными как в западном Нью-Йорке из-за менее сильного ветра. Первого февраля в округах Джефферсон и Льюис была объявлена чрезвычайная ситуация федерального уровня и 5 февраля они были официально включены в зону бедствия. Инженерные войска США помогали при уборке снега, очистив в общей сложности 720 километров дорог. Морские пехотинцы США находились в лагере Драм близ Уотертауна на зимних учениях и некоторые из них были отправлены на помощь в округа Джефферсон и Льюис с 14 25-тонными десантными машинами. Национальная гвардия и пехота также участвовали в ликвидации последствий метели.
Так как запасы продовольствия в зоне бедствия истощились к концу метели, запрет на поездки был снят 1 февраля с 7:00 до полуночи, таким образом около 1900 вынужденно остававшихся в районе путешественников смогли его наконец покинуть. Сельское хозяйство, в особенности молочное животноводство, пострадало от метели. Только в одном округе Джефферсон около 85 % фермеров были вынуждены уничтожить молоко из-за невозможности доставить его потребителям. Это внесло свой вклад в 8 миллионов долларов убытка сельскому хозяйству. Другие случаи связаны с обрушением амбаров под давлением снега (семь в округе Джефферсон), перебои с пищей и зерном, уборкой навоза, невозможностью дойти до амбаров чтобы покормить скот. Пять смертей были отнесены на счёт метели в северном Нью-Йорке, все в результате сердечных приступов (четыре при уборке снега и один в машине).
Девятого февраля, через неделю после окончания метели, средняя глубина снежного покрова в долине реки Блэк-Ривер (около 5,200 км²), которая включает округа округа Джефферсон и Льюис, составила 102 см или 205 мм в водном эквиваленте. В районе пруда Сирс-Понд около 32 километров юго-восточнее Уотертауна была зарегистрирована глубина снега 196 см или 488 мм в водном эквиваленте. 